# Albert Saritov

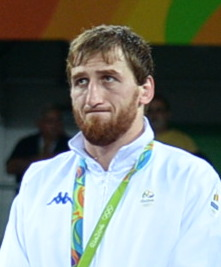
Albert Saritov, 2016

Albert Ramazanovici Saritov (russisch Альберт Рамазанович Саритов/ Albert Ramasanowitsch Saritow; * 8. Juli 1985 in Chassawjurt) ist ein  ursprünglich russischer Ringer tschetschenischer Abstammung, der seit 2016 für Rumänien startet. Er gewann bei der Weltmeisterschaft 2011 für Russland und bei den Olympischen Spielen 2016 für Rumänien eine Bronzemedaille. Zudem wurde er 2019 Vize-Europameister in der Gewichtsklasse bis 97 kg Körpergewicht.

## Werdegang
Albert Saritov, der nur im freien Stil ringt, gehörte dem Armeesportklub Krasnojarsk an. Er war Armeeangehöriger, betätigte sich aber nur mit dem Ringen. Er ringt seit 1997 und sein erster Trainer war I. M. Modosjan. Später wurde er von Islam Marijew trainiert. Bei einer Größe von 1,86 Metern startete er bis 2014 im Mittelgewicht, der Gewichtsklasse bis 84 kg Körpergewicht und seit 2015 in der Klasse bis 97 kg. Aus seiner Juniorenzeit sind keine herausragenden Ergebnisse bekannt.
Im Seniorenbereich trat er erstmals im Jahre 2006 nachhaltig in Erscheinung. Er siegte in diesem Jahr beim renommierten Welt-Cup-Turnier „Iwan-Yarigin“-Memorial in Krasnojarsk im Weltergewicht vor Sergei Kirilow aus Russland und Oleg Beloserkowski aus der Ukraine und auch beim Welt-Cup-Turnier in Sari (Iran), wo er vor Nika Tlaschadse, Asghar Ali Bazrighaleh und Iván Fundora siegte. 2007 siegte er beim „Stepan-Sarkisjan“-Memorial in Tiflis im Mittelgewicht und schlug dabei im Finale den Olympiasieger Adam Saitijew aus Russland.
2008 belegte er bei der russischen Meisterschaft im Mittelgewicht den 3. Platz hinter Georgi Georgijew und Ansor Urischew. 2009 kam er bei dieser Meisterschaft hinter Abdussalam Gadissow und vor Ansor Urischew und Soslan Kzojew auf den 2. Platz. Trotz dieses guten Resultats kam er zunächst bei keinen internationalen Meisterschaften zum Einsatz, erzielte aber bei wichtigen internationalen Turnieren gute Ergebnisse. 2011 wurde Albert Saritov dann erstmals russischer Meister im Mittelgewicht vor Soslan Kzojew, Ansor Urischew und Georgi Rubajew. Er wurde daraufhin bei der Weltmeisterschaft dieses Jahres in Istanbul eingesetzt. Dort kam er zu Siegen über Jorlys Ariel Mosquera, Kolumbien, Jussuf Abdussalomow, Tadschikistan, Saurbek Sochijew, Usbekistan und Shinya Matsumoto, Japan. Im Halbfinale unterlag er dann gegen Scharif Scharifow aus Aserbaidschan mit 0:2 Runden und 4:7 Punkten. Im Kampf um die Bronzemedaille gewann er gegen Cael Sanderson aus den Vereinigten Staaten, den Olympiasieger von 2004, nach Punkten (2:0, 4:0).
2016 nahm Saritov die rumänische Staatsbürgerschaft an, wurde Mitglied bei Steaua Bukarest und qualifizierte sich für die Teilnahme an den Olympischen Spielen in Rio de Janeiro, bei denen er die Bronzemedaille in der Klasse bis 97 kg gewann.
In den Jahren 2019 und 2020 konnte Saritov bei einigen internationalen Wettbewerben, wie dem „Alexander-Medwed“-Preis oder dem „Yaşar-Doğu“-Memorial, den Sieg erringen. Bei den Weltmeisterschaften 2019 in Nur-Sultan verlor er jedoch seinen ersten Kampf gegen Magomed Ibragimov aus Usbekistan und schied aus.
Die Ringer-Europameisterschaften 2020 in Rom bestritt Albert Saritov erfolgreich und musste sich lediglich im Finale dem Russen Abdulraschid Sadulajew geschlagen geben. Bei der in Warschau stattfindenden EM im Folgejahr kam er hingegen nur auf Rang 10. Ebenfalls 2021 nahm Saritov an Qualifikationsturnieren für die Olympischen Spiele in Tokio teil und konnte sich durch einen zweiten Platz beim Turnier in Sofia für diese qualifizieren. Dabei unterlag er im Finale dem Italiener Abraham Conyedo, der in Tokio sein Gegner in der ersten Runde wurde. Auch diesen Kampf verlor Saritov und belegte in der Klasse bis 97 kg nur den 14. Rang.

## Internationale Erfolge
| Jahr | Platz  | Wettbewerb                                              | Gewichtsklasse | Ergebnis |
| ---- | ------ | ------------------------------------------------------- | -------------- | --- |
| 2006 | 1.     | „Iwan-Yarigin“-Memorial in Krasnojarsk                  | bis 74 kg      | vor Sergei Kirilow, Russland, und Oleg Beloserkowski, Ukraine |
| 2006 | 1.     | Welt-Cup-Turnier in Sari                                | bis 74 kg      | vor Nika Tlaschadse, Georgien, Asghar Ali Bazrighaleh, Iran, und Iván Fundora, Kuba |
| 2007 | 1.     | „Stepan-Sarkisjan“-Memorial in Tiflis                   | bis 84 kg      | vor Adam Saitijew, Russland, Arutjan Jenokjan, Armenien, und Wiktor Mucha, Ukraine |
| 2008 | 3.     | „Iwan-Yarigin“-Memorial in Krasnojarsk                  | bis 84 kg      | |
| 2009 | 5.     | „Iwan-Yarigin“-Memorial in Krasnojarsk                  | bis 84 kg      | hinter Soslan Kzojew, Sergei Kirilow, Ansor Urischew und Magomed Ibragimow, alle Russland |
| 2009 | 2.     | Ziolkowski-Turnier in Warschau                          | bis 84 kg      | hinter Lashari Ehsan, Iran, vor Scharif Scharifow, Aserbaidschan, und Ansor Urischew |
| 2009 | 2.     | Cup des tschetschenischen Präsidenten in Grosny         | bis 84 kg      | hinter Ansor Urischew, vor Abdussalam Gadissow, beide Russland |
| 2010 | 2.     | „Yaşar-Doğu“-Memorial in Istanbul                       | bis 84 kg      | hinter Scharif Scharifow, vor Erhan Cihangiroğlu und Serdar Böke, beide Türkei |
| 2011 | 2.     | „Iwan-Yarigin“-Memorial in Krasnojarsk                  | bis 84 kg      | hinter Ansor Urischew, vor Soslan Kzojew und Abdussalam Gadissow |
| 2011 | 6.     | Welt-Cup in Machatschkala                               | bis 84 kg      | hinter Novruz Temrezov, Aserbaidschan, Reineri Salas Perez, Kuba, Aibek Usupow, Kirgisistan, Beka Tschelidse, Georgien, und Soslan Kzojew                                                                                         |
| 2011 | 3.     | WM in Istanbul                                          | bis 84 kg      | nach Siegen über Jorlys Ariel Mosquera, Kolumbien, Jussuf Abdussalomow, Tadschikistan, Zaurbek Soxiyev, Usbekistan, und Shinya Matsumoto, Japan, einer Niederlage gegen Scharif Scharifow und einem Sieg über Cael Sanderson, USA |
| 2012 | 1.     | Präsidenten-Cup der Burjatischen Republik in Ulan-Ude   | bis 84 kg      | vor Saslan Hatzyjeu, Belarus, Pürweegiin Ösöchbaatar, Mongolei, und Alexander Selenkow, Russland |
| 2012 | 1.     | Großer Preis von Deutschland in Dortmund                | bis 84 kg      | vor Magomedhadschi Chatijew, Russland, Jaime Yusept Espinal, Puerto Rico, und Dschambul Tschodadse, Ukraine |
| 2012 | 3.     | Golden-Grand-Prix in Baku                               | bis 84 kg      | hinter Magomed Ibragimow, Russland und Semjon Semenjow, Kasachstan, gemeinsam mit Georgi Rubajrw, Russland |
| 2012 | 1.     | „Ramsan-Kadyrow“-Cup in Grosny                          | bis 84 kg      | vor Chabib Abdullajew, Russland |
| 2013 | 5.     | „Iwan-Yarigin“-Memorial in Krasnojarsk                  | bis 84 kg      | unter anderem hinter Ansor Urischew und Magomed Ibragimow |
| 2014 | 1.     | Mongolian Open in Ulaanbaatar                           | bis 86 kg      | vor Njambajaryn Baatar, G. Pürewdordsch und Pürweegiin Ösöchbaatar, alle Mongolei |
| 2014 | 1.     | Präsidenten-Cup der Burjatischen Rep. in Ulan-Ude       | bis 86 kg      | vor Amarhadschy Mahamedau, Belarus |
| 2014 | 1.     | „Ali-Alijew“-Memorial in Machatschkala                  | bis 86 kg      | vor Ruslan Walijew, Ansor Urischew und Schamil Katinowassow, alle Russland |
| 2014 | 3.     | „Ramsan-Kadyrow“-Cup in Grosny                          | bis 86 kg      | hinter Schamil Kudijamagomedow und Achmed Magamajew, beide Russland |
| 2015 | 3.     | „Ramsan-Kadyrow“-Cup in Grosny                          | bis 97 kg      | hinter Achmed Bataew, Russland, und Magomed Musaev, Kirgisistan |
| 2016 | 1.     | Olympia-Qualifikationsturnier in Istanbul               | bis 97 kg      | vor Dordschchandyn Chüderbulga, Mongolei; erste internationale Wettkampfteilnahme für Rumänien |
| 2016 | Bronze | OS in Rio de Janeiro                                    | bis 97 kg      | nach einem Sieg über Nicolai Ceban, Republik Moldau, einer Niederlage gegen Kyle Snyder, USA, und Hoffnungsrunden-Siegen über Javier Cortina, Kuba, und Elisbar Odikadse, Georgien                                                |
| 2018 | 2.     | „Ion-Corneanu“- & „Ladislau-Simon“-Memorial in Bukarest | bis 97 kg      | hinter Abraham Conyedo, Italien |
| 2019 | 1.     | „Ion-Corneanu“- & „Ladislau-Simon“-Memorial in Bukarest | bis 97 kg      | vor Michael Manea, Rumänien |
| 2019 | 1.     | „Alexander-Medwed“-Preis in Minsk                       | bis 97 kg      | vor Ty Walz, USA, İbrahim Çiftçi, Türkei, und Dsjanis Chramjankou, Belarus |
| 2019 | 17.    | WM in Nur-Sultan                                        | bis 97 kg      | nach einer Niederlage gegen Magomed Ibragimov, Usbekistan |
| 2020 | 1.     | „Yaşar-Doğu“-Memorial in Istanbul                       | bis 97 kg      | vor Giwi Matscharaschwili, Suriko Urtaschwili, beide Georgien, und Magomed Ibragimov |
| 2020 | 1.     | „Henri-Deglane“-Memorial in Nizza                       | bis 97 kg      | vor Derek White, USA, Richard Deschatelets Junior, Kanada, und Alejandro Cañada Pancorbo, Spanien |
| 2020 | 2.     | EM in Rom                                               | bis 97 kg      | nach Siegen über Abraham Conyedo, Radosław Baran, Polen, Gennadij Cudinovic, Deutschland, und einer Finalniederlage gegen Abdulraschid Sadulajew, Russland                                                                        |
| 2021 | 10.    | EM in Warschau                                          | bis 97 kg      | nach einer Niederlage gegen Şamil Zubairov |
| 2021 | 2.     | Olympia-Qualifikationsturnier in Sofia                  | bis 97 kg      | hinter Abraham Conyedo, vor Erik Thiele, Deutschland, und Radosław Baran |
| 2021 | 14.    | OS in Tokio                                             | bis 97 kg      | nach einer Niederlage gegen Abraham Conyedo, Italien |

## Russische Meisterschaften
| Jahr | Platz | Gewichtsklasse | Ergebnis                                                         |
| 2008 | 3.    | Mittel         | hinter Georgi Georgijew und Ansor Urischew                       |
| 2009 | 2.    | Mittel         | hinter Abdussalam Gadissow, vor Ansor Urischew und Soslan Kzojew |
| 2011 | 1.    | Mittel         | vor Soslan Kzojew, Ansor Urischew und Georgi Rubajew             |

## Erläuterungen
- alle Wettkämpfe im freien Stil
- WM = Weltmeisterschaft
- Weltergewicht, bis 74 kg, Mittelgewicht, bis 84 kg Körpergewicht